# Dân chơi
Dân chơi hay tay chơi, thường có ở nam giới, vốn là lối sống của một nam giới giàu có dành phần nhiều thời gian dư dả cho việc thư giãn, giải trí, họ vô tư tận hưởng cuộc sống ăn chơi phè phỡn, nhất là với cánh chị em phụ nữ. Cụm từ "dân chơi" (playboy) trong tiếng Anh bắt đầu phổ biến từ khoảng đầu cho đến giữa thế kỷ 20 ở phương Tây, và đôi khi còn được dùng để chỉ đến những kẻ trăng hoa, không đứng đắn.

## Khai triển
Ban đầu cụm từ "playboy" (dân chơi) trong các ngôn ngữ phương Tây được sử dụng vào thế kỷ 18 nhằm chỉ đến những nam thanh niên (boy) chuyên trình diễn trên sân khấu kịch (play), sau đó mới xuất hiện trong cuốn Từ điển Oxford năm 1888 để mô tả đặc điểm của một người lắm tiền nhiều của tự tận hưởng cuộc sống của anh ấy.